# Macrocystis pyrifera
Macrocystis pyrifera (L.) C.Ag., 1820, conosciuta anche come kelp gigante, è una specie di kelp (grandi alghe brune) appartenente alla famiglia Laminariaceae e una delle quattro specie del genere Macrocystis. Viene raccolta perché ricca di minerali come iodio, potassio e altri; ma i prodotti principali ottenuti da essa sono gli Alginati.

## Descrizione

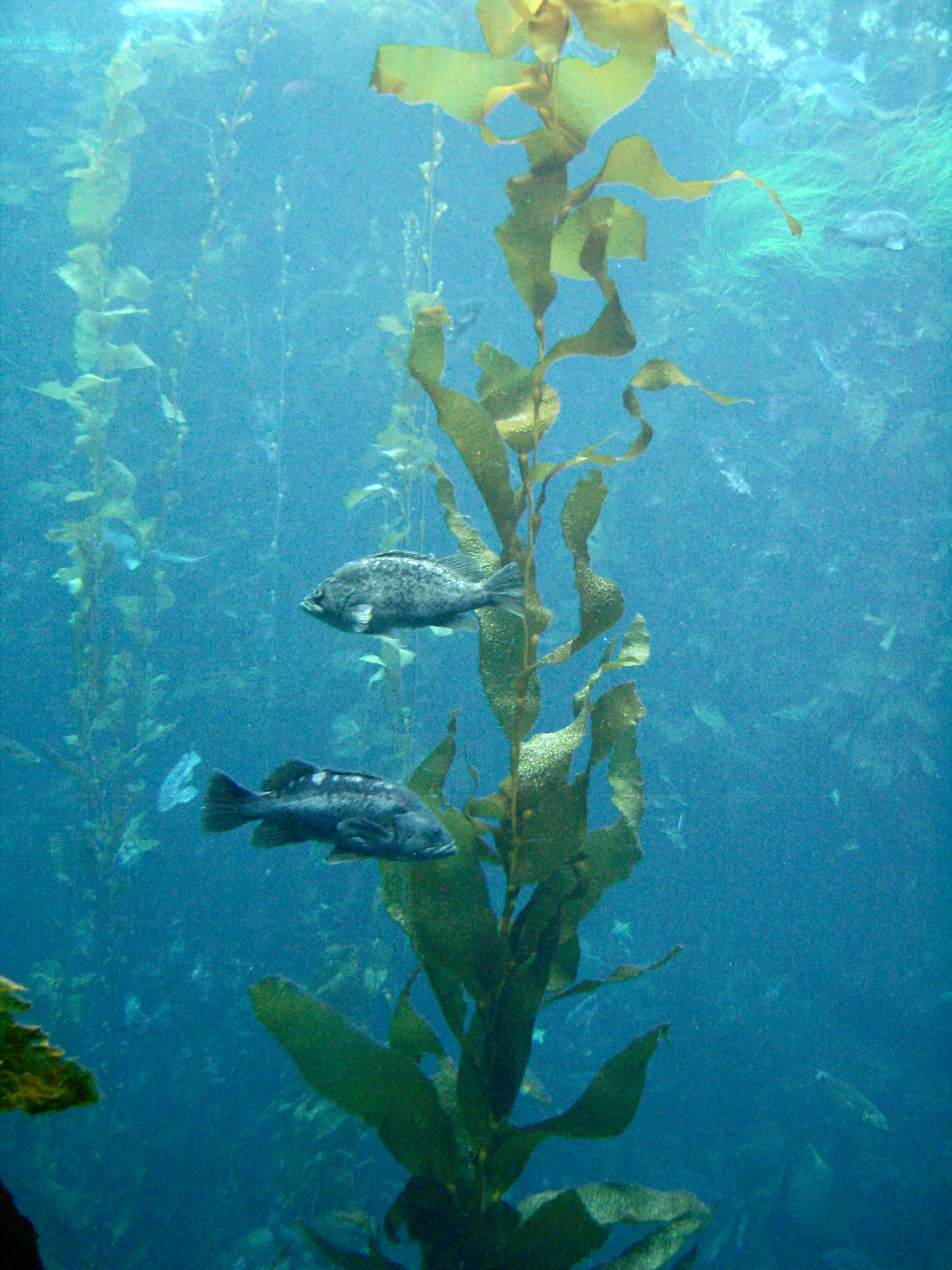
Kelp gigante con sebastidi

Questa specie è la più grande di tutte le alghe, e riceve il suo nome dalle sue dimensioni ragguardevoli: può arrivare a 50 m di altezza. Il fusto si sviluppa in modo irregolare, ma è ricco di vesciche contenenti gas che rendono stabile l'alga.
Somiglia molto a M. integrifolia, ma quest'ultima è più piccola e non supera i 6 m.
Viene ritenuta uno degli organismi a crescita più veloce della Terra: può anche crescere a ritmi di 2 ft al giorno (all'incirca 0,61 m). Gli esemplari giovanili crescono direttamente dal Gametofito della pianta madre, e solo in seguito inizia ad ancorarsi al fondo come una pianta a sé stante.

## Distribuzione e habitat
È comune lungo la costa orientale dell'oceano Pacifico orientale (Baja California, sud-est dell'Alaska, Perù, Cile, Terra del Fuoco) e Australia (Victoria, Tasmania e Nuovo Galles del Sud) e vicino alle isole dell'oceano Atlantico meridionale (es. Tristan da Cunha, Gough etc.). Crea delle vere "foreste marine", infatti cresce in gruppi anche molto densi che fungono da riparo per numerosi organismi marini, sia pesci che invertebrati, che trovano in essi anche il loro cibo.
Vive in acque fredde (con temperature inferiori ai 21°) e ricche di sostanze nutritive.

### Terra del Fuoco
Il Kelp gigante è presente anche nella Terra del Fuoco: citato da Carlos Gallardo nel suo libro riguardante la regione, è descritto da Lucas Bridges, che visse nella Terra del Fuoco per quarant'anni, come un ottimo frangiflutti, al quale gli indigeni Yaghan solevano ancorare le loro canoe per proteggerle dalle onde. Il kelp nella loro lingua era chiamato "howush", ma esisteva anche il termine "palan", utilizzato per indicare un bosco di kelp separato dalla costa da un tratto di acque profonde.
Bridges racconta che in alcuni posti le foreste di Kelp coprivano così capillarmente la superficie da permettere a gabbiani, anatre e aironi di passeggiarvi sopra; racconta che c'erano piante di kelp che, attecchendo sui fondali rocciosi vicini ai litorali fino a 25 m di profondità, potevano raggiungere una lunghezza di ben 60 m.

## Ecologia
Dove il fondo è roccioso ed è quindi ideale per l'ancoraggio di queste alghe, questa specie diventa estremamente rigogliosa, creando delle vere e proprie foreste di Kelp che ospitano numerose specie che dipendono da questo habitat direttamente per il cibo e il riparo, o indirettamente come terreno di caccia delle prede. Queste foreste sono inoltre l'habitat di molti pesci, come Oxyjulis californica, un labride, e alcuni esemplari della famiglia Sebastidae. Sia le grandi dimensioni che l'elevato numero di individui modificano significativamente la disponibilità di luce, il flusso delle correnti oceaniche e la composizione dell'acqua dell'oceano nella zona in cui crescono.
A volte compete per il nutrimento e lo spazio con Pterygophora californica.
Dove le acque superficiali sono poveri di nutrienti, azoto in forma di amminoacidi viene trasportato lungo il fusto dell'alga con un sistema che ricorda molto in floema delle piante vascolari. Questa traslocazione è molto rapida e muove anche nutrienti verso le zone più basse, meno esposte alla luce e dove quindi la fotosintesi difficilmente avviene.

## Acquacoltura
Questa specie è stata utilizzata per molti anni come fonte di cibo; contiene anche molti composti come minerali, vitamine e carboidrati, quindi è utilizzato anche come integratore alimentare. All'inizio del XX secolo in California molti esemplari sono stati raccolti come fonte di carbonato di sodio. L'interesse commerciale crebbe significativamente tra il 1970 e il 1980, questo a causa della produzione di alginati e di biomasse. Tuttavia, la sua produzione commerciale non è mai divenuta realtà.
La domanda di questa specie è però in aumento a causa del suo uso come fertilizzante. C'è una ricerca in corso per utilizzarla come mangime per altre specie allevate, come i gamberi. È stata inoltre esaminata come possibile materia prima per la conversione in etanolo per i biocarburanti.